# رافايل غروسي
رافايل ماريانو غروسي (بالإسبانية: Rafael Mariano Grossi) (12 مارس 1961 -) دبلوماسي أرجنتيني، المدير العام السادس للوكالة الدولية للطاقة الذرية، وهو أول دبلوماسي من أميركا الجنوبية يتولى هذا المنصب، كما شغل منصب سفير الأرجنتين لدى النمسا في يوليو 2013 حتى 2019

## حياته
ولد رافايل في العاصمة الأرجنتينية بوينس آيرس عام 1961. وفي عام 1983 حصل على بكالوريوس في العلوم السياسية من الجامعة البابوية الكاثوليكية. ثم التحق بالسلك الدبلوماسي الأرجنتيني في عام 1985. وحصل على ماجستير ودكتوراه في العلاقات الدولية والتاريخ والسياسة الدولية من جامعة جنيف في سويسرا.

## حياته العملية

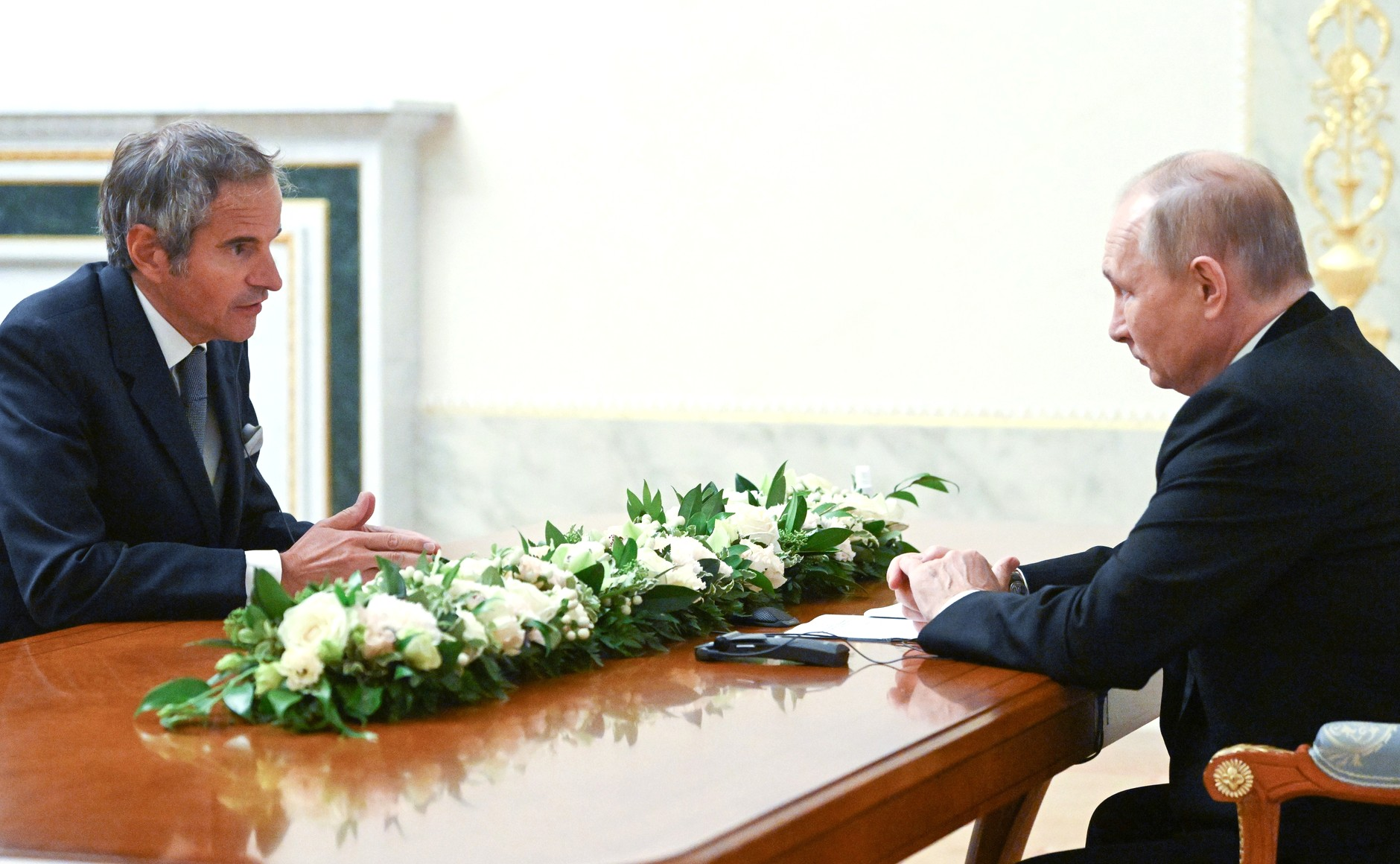
الرئيس الروسي فلاديمير بوتين فلاديمير بوتين يجتمع مع المدير العام للوكالة الدولية للطاقة الذرية رافايل غروسي

بدأ حياته العملية في المجال النووي عن طريق التعاون بين وزارة الخارجية وشركة «إينفاب» الأرجنتينية. وتولى رئاسة مجموعة الأمم المتحدة للخبراء الحكوميين بين عامي (1997- 2000)، المعنية بالسجل الدولي للأسلحة. وبعدها أصبح مستشار الأمين العام المساعد للأمم المتحدة في مجال نزع الأسلحة. بين عامي (2002 - 2007) شغل منصب كبير الموظفين لدى الوكالة الدولية للطاقة الذرية ومنظمة حظر الأسلحة الكيماوية. وفي فترة عمله مع الأمم المتحدة زار المنشآت النووية لكوريا الشمالية، كما شارك في اجتماعات عقدت مع ممثلي السلطات الإيرانية في إطار السعي للتوصل إلى اتفاق بشأن تجميد برنامج إيران النووي. كما تولى منصب المدير العام للتنسيق السياسي خلال عمله في وزارة الخارجية الأرجنتينية، وبعدها عمل سفيراً لدى بلجيكا، وممثلا لبلاده لدى مكتب الأمم المتحدة في جنيف. وبين عامي (2010 - 2013) تولى منصب نائب المدير العام للوكالة الدولية للطاقة الذرية. وتم تعيينه سفيرا لدى النمسا من قبل رئيسة الأرجنتين السابقة كريستينا فرنانديز دي كيرشنر في عام 2013.

## مناصب
- في 2019، عُين رئيسًا لمؤتمر الأطراف لاستعراض معاهدة عدم انتشار الأسلحة النووية لعام 2020.
- رئيس مجموعة المورّدين النوويين، من عام 2014 إلى عام 2016، وهو أول رئيس يكمل فترتين متتاليتين.
- رئيس المؤتمر الدبلوماسي لاتفاقية الأمان النووي، في عام 2015، الذي اُعتمد فيه اتفاق لوزان النووي والذي يعتبر معلمًا في إطار الجهود العالمية في أعقاب كارثة فوكوشيما.
- سفير الأرجنتين في النمسا.

- نائب المدير العام لشؤون السياسيات ورئيس هيئة الموظفين في الوكالة الدولية للطاقة الذرية، من عام 2010 إلى عام 2013.
- منصب المدير العام للشؤون السياسية في الخارجية الأرجنتينية من عام 2007 إلى عام 2009.
- رئيس هيئة الموظفين لمنظمة حظر الأسلحة الكيميائية في لاهاي من عام 2002 إلى عام 2007.
- نائب رئيس سفارة الأرجنتين في بلجيكا ولوكسمبورغ من عام 1998 إلى عام 2002.
- ممثل الأرجنتين في حلف الناتو من عام 1998 إلى عام 2001.[10]

## وصلات خارجية
- الموقع الرسمي للوكالة الدولية للطاقة الذرية.